# Lijst van klavecimbelwerken van Dietrich Buxtehude
Deze lijst bevat de klavecimbelwerken van de Deens-Duitse componist Dietrich Buxtehude oplopend naar het BuxWV-nummer.

## Suites voor klavecimbel
- BuxWV 226 — Suite in C majeur
- BuxWV 227 — Suite in C majeur
- BuxWV 228 — Suite in C majeur
- BuxWV 229 — Suite in C majeur
- BuxWV 230 — Suite in C majeur
- BuxWV 231 — Suite in C majeur
- BuxWV 232 — Suite in D majeur
- BuxWV 233 — Suite in d mineur
- BuxWV 234 — Suite in d mineur
- BuxWV 235 — Suite in e mineur
- BuxWV 236 — Suite in e mineur
- BuxWV 237 — Suite in e mineur
- BuxWV 238 — Suite in F majeur
- BuxWV 239 — Suite in F majeur
- BuxWV 240 — Suite in G majeur
- BuxWV 241 — Suite in g mineur
- BuxWV 242 — Suite in g mineur
- BuxWV 243 — Suite in a mineur
- BuxWV 244 — Suite in a mineur

## Variaties en andere werken voor klavecimbel
- BuxWV 245 — Courante simble met 8 variaties in a mineur
- BuxWV 246 — Aria met 10 variaties in C majeur
- BuxWV 247 — Aria 'More Palatino' met 12 variaties in C majeur
- BuxWV 248 — Aria 'Rofilis' 3 variaties in d mineur (op een thema van Jean-Baptiste Lully)
- BuxWV 249 — Aria met 3 variaties in a mineur
- BuxWV 250 — Aria 'La Capricciosa' met 32 variaties in G majeur
- BuxWV 251 — Zeven suites voor klavecimbel (verloren gegaan)